# نيكولا ليميري
نيكولا ليميري (بالفرنسية: Nicolas Lémery)‏ (17 نوفمبر 1645 – 19 يونيو 1715) كيميائي فرنسي ولد في روان. كان أحد المساهمين الروّاد في تطوير نظريات كيمياء الأحماض والقلويات.

## حياته

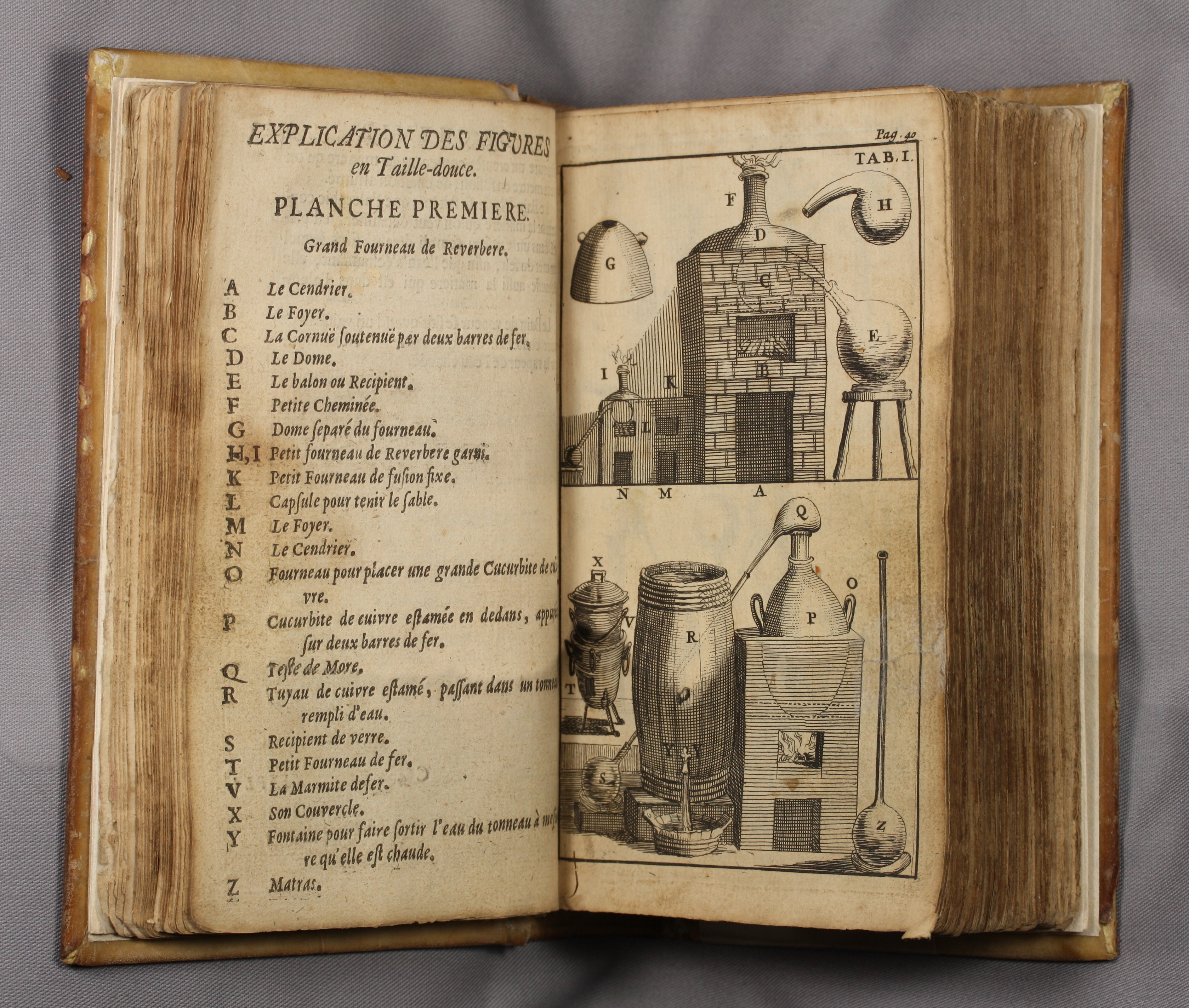
توضيح لجهاز معملي في كتابه «محاضرات في الكيمياء» الصادر سنة 1683 م.

تجسيم لنموذج ليميري الذي وضعه سنة 1680 م حول ترابط الحمضي-القلوي.

بعد أن درس الصيدلة في مدينته، رحل ليميري إلى باريس ليتتلمذ على يد كريستوف غلازييه [الإنجليزية]، ثم ذهب إلى مونبلييه ليُدرّس فيها الكيمياء. بعد ذلك، أسس ليميري صيدلية في باريس، وظل يلقي محاضراته. وبعد سنة 1683 م، اعتنق ليميري الكالفينية، فأُجبر على التقاعد، ورحل إلى إنجلترا. وفي السنة التالية، عاد إلى فرنسا، واعتنق الكاثوليكية. وفي سنة 1686 م، أصبح بإمكانه إعادة افتتاح صيدليته، وإلقاء محاضراته من جديد. وتوفي في باريس في 19 يونيو 1715.
لم يشغل ليميري نفسه بالافتراضات النظرية، ولكنه انتقل بالكيمياء لتكون علمًا واضحًا عن طريق إلزام نفسه بالوصول إلى الحقائق من خلال التجارب. لذا، فقد عجّت غرفة محاضراته مختلف الأطياف من الناس الذين كانوا حريصين على سماع الرجل الذي ابتعد عن غموض الخيمياء، ولم يتطرق إلى ألغاز حجر الفلاسفة وإكسير الحياة. في سنة 1675 م، كتب ليميري كتابه «محاضرات في الكيمياء» الذي طُبع 13 طبعة، وظلّ لقرن من الزمان يُنظر إليه كمصدر أساسي.
في سنة 1680 م، اعتمد ليميري على نظرية الانبعاث، وافترض أن حمض أي مادة يتكوّن من حبيباته المدبّبة، بينما مادته القلوية فتحتوي على مسام مختلفة الأحجام. ووفقًا لتلك النظرية، فإن الجزئ يتكون تداخل حبيبات الحمض المدبّبة في مسام المادة القلوية.
كان لليميري العديد من المؤلفات الأخرى من بينها «Pharmacopée universelle» الصادر سنة 1697 م، «Traité universel des drogues simples» الصادر سنة 1698 م، «Traité de l'antimoine» الصادر سنة 1707 م، بالإضافة إلى العديد من الأوراق البحثية التي قدّمها إلى الأكاديمية الفرنسية للعلوم، وكان من بينها أوراق قدّمت شروحات كيميائية وفيزيائية للنيران التي تظهر من تحت الأرض والزلازل والبرق والصواعق. اكتشف ليميري تصاعد حرارة عند عجن برادة الحديد مع الكبريت بالماء، وأنه عند دفن كمية معينة من هذا الخليط تحت الأرض، سينتج بركانًا اصطناعيًا سمًاه «بركان ليميري»، واعتبر ليميري أن هذا الخليط من هذه المواد هو المُسبّب لحدوث البراكين في الطبيعة.

## وصلات خارجية
- أعمال أو نبذة عن نيكولا ليميري على أرشيف الإنترنت